# Réacteur OK-650
Les réacteurs de la série OК-650 (OК-650 (А), Б, Б-3, В, ВВ) sont de la technique des réacteurs à eau pressurisée utilisée pour la propulsion nucléaire navale. Construits en Union soviétique à partir des années 1970, ils représentent le cœur de la troisième génération des réacteurs embarqués dans les sous-marins de la marine soviétique puis de la marine russe. Conçu par le Bureau OKBM. I.I. Afrikantova (ОКБМ им. И. И. Африкантова.), ils utilisent de l'uranium hautement enrichi.

## Variantes dans la série
Note : certaines des données de ce tableau ne sont pas complètes, il est assez difficile d'obtenir des informations fiables. Par exemple on peut supposer que les 12 sous-marins du projet 949 / classe Oscar ont reçu des OK-650B.
| Type de Réacteur | Valorisation (%) | Puissance du Réacteur (МWt) | Inclus dans les projets (nombre de réacteurs*) |
| ---------------- | ---------------- | --------------------------- | ---------------------------------------------- |
| ОK-650 (ОK-650A) | 21-45            | 190 (180)                   | 945 « Barrakuda » (1)                          |
| ОK-650B          | 21-45            | 190                         | 949 « Granit » (2), 971 « Chtchouka-B » (1)    |
| ОK-650B-3        | 21-45            | 190                         | 685 « Plavnik » (1)                            |
| ОK-650VV         | 21-45            | 190                         | 941 « Akoula » (2)                             |
| ОK-650V          | 21-45            | 190                         | 949А « Anteï » (2), 955 « Боreï » (1)          |

## Accident dans le compartiment du réacteur
- B-357 Nijni Novgorod, projet 945 A « Condor » / classe Sierra-II

## Perte des réacteurs
- K-278 Komsomolets, projet 685 « Plavnik », ОK-650B-3 arrêté par les barres de contrôle, toujours au fond de l'eau.
- K-141 Koursk, deux réacteurs ОK-650B neutralisés après renflouage et retour à Mourmansk.